# Rémi Cavagna
Rémi Cavagna (Clarmont d'Alvèrnia, 10 d'agost de 1995) és un ciclista francès, professional des del 2016. Actualment corre a l'equip Movistar Team. En el seu palmarès destaca el Campionat de França de contrarellotge del 2020, el de ruta de 2021 i una victòria d'etapa a la Volta a Espanya de 2019.

## Palmarès
- 2013
  - Vencedor d'una etapa al Trofeu Centre Morbihan
- 2015
  -  Campió de França de contrarellotge sub-23
- 2016
  -  Campió de França de contrarellotge sub-23
  - 1r al Tour de Berlín i vencedor d'una etapa
  - Vencedor d'una etapa a la Volta a l'Alentejo
  - Vencedor d'una etapa al Circuit de les Ardenes
  - Vencedor d'una etapa a la París-Arràs Tour
  - Vencedor d'una etapa a la Cursa de Solidarność i els Atletes Olímpics
- 2018
  - 1r a l'A través de Flandes Occidental
- 2019
  - Vencedor d'una etapa a la Volta a Califòrnia
  - Vencedor d'una etapa a la Volta a Espanya
- 2020
  -  Campió de França de contrarellotge
  - 1r a la Classic de l'Ardèche
- 2021
  -  Campió de França en ruta
  - Vencedor d'una etapa al Tour de Romandia
  - Vencedor d'una etapa a la Volta a Polònia
- 2023
  -  Campió de França de contrarellotge
  - 1r a la Volta a Eslovàquia i vencedor d'una etapa
  - Vencedor de 2 etapes de la Setmana Internacional de Coppi i Bartali

### Resultats al Giro d'Itàlia
- 2018. 115è de la classificació general
- 2021. 68è de la classificació general

### Resultats a la Volta a Espanya
- 2019. 52è de la classificació general. Vencedor d'una etapa
- 2020. 84è de la classificació general.  1r del Premi de la combativitat
- 2022. 104è de la classificació general

### Resultats al Tour de França
- 2020. 113è de la classificació general
- 2023. 106è de la classificació general